# Lay Down Sally
Lay Down Sally е песен, изпълнявана от Ерик Клептън, и написана от Клептън, Марсела Детройт и Джордж Тери. Включена е в албума Slowhand от 1977 г. и достига до 3 място в американския чарт. Представлява кънтри блус композиция в стила на Джей Джей Кейл. Клептън по-късно разяснява: "Това е възможно най-близкото, до което мога да достигна като англичанин. Групата е от Тълса и свири по този естествен път. Не можеш да ги накараш по никакъв начин да зазвучат като английска рок банда. Тяхната идея за приковаващ бийт не е да бъдат по някакъв начин шумни – тя е във фиността."
Сингълът е международен кънтри хит, достигайки №26 през април 1978 г.